# Oecumenische gemeente
Een oecumenische gemeenschap of oecumenische gemeente is een gemeenschap – binnen het totale conglomeraat van de christelijke kerken – die zich meer richt op de onderlinge overeenkomsten dan verschillen. Een oecumenische gemeenschap baseert zich doorgaans op de Bijbel in de ruime zin van het woord.

## Geschiedenis
Deze gemeenschappen zijn zowel vanuit de katholieke als protestantse kerken ontstaan. Omdat veel groepen zich naast de oecumene met de basis van 'de Kerk' identificeren, noemen zij zich basisgroep. Oecumene kwam in Nederland met name op in de jaren 1970, toen ook de Rooms-Katholieke Kerk hier de deur op een kier zette. Doorgaans onderhoudt een oecumenische gemeente vaak wel contacten (lokaal) met bijvoorbeeld de Raad van Kerken in Nederland, maar verzet zij zich duidelijk tegen wat zij de "Kerk als instituut" noemen. Ook speelt dogmatiek maar nauwelijks in deze gemeentes.
Er bestond in Nederland een groep actieve oecumenische kerkgemeenschappen, elk met een zelfstandige status. De meeste daarvan zijn lokale initiatieven van kerkelijk betrokken mensen, die hun draai in de reguliere kerken niet meer konden vinden. Maar een groot deel heeft de negentiger jaren niet overleefd. De gemeenten die overbleven profileren zich doorgaans als progressief, democratisch en met veel ruimte voor vernieuwende liturgie. De meeste van deze gemeentes en basisgroepen zijn verenigd in de Basisbeweging Nederland (BBN).

## Voorbeelden
Het bekendste voorbeeld van een oecumenische gemeenschap is de kloostergemeenschap van Taizé. Voorbeelden van oecumenische gemeenschappen dichter bij huis zijn De Duif en de Dominicusgemeente in Amsterdam en de Studentenekklesia. Buiten Nederland is het fenomeen van oecumenische gemeenten veel minder of nauwelijks bekend. In België is met name De Vleugel (Antwerpen) in Antwerpen actief.